# Alvan C. Gillem, Jr.

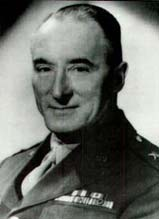
Alvan Cullom Gillem Jr.

Alvan Cullom Gillem Jr. (* 8. August 1888 in Nashville, Tennessee; † 13. Februar 1973 in Atlanta, Georgia) war ein Generalleutnant der United States Army. Er kommandierte unter anderem die 3. Armee.
Alvan Gillem war ein Enkel von Alvan Cullem Gillem (1830–1875), der während des Amerikanischen Bürgerkriegs General im Heer der Union war. Der jüngere Gillem studierte bis 1908 an der University of Arizona und trat 1910 zunächst als einfacher Soldat in das US-Heer ein. Dort gelang ihm Anfang des Jahres 1911 der Sprung in das Offizierskorps, wo er als Leutnant der Infanterie zugeteilt wurde. In der Armee durchlief er anschließend alle Offiziersränge bis zum Generalleutnant. Er war zunächst für einige Zeit auf den Philippinen stationiert und diente dann während der Mexikanischen Expedition im Jahr 1916 an der mexikanischen Grenze. In der Endphase des Ersten Weltkriegs und in den Monaten nach dem Waffenstillstand in Europa gehörte Gillem den Amerikanischen Expeditionstruppen in Sibirien an.
In den 1920er und Anfang der 1930er Jahre kommandierte Avan Gillams einige Kavallerieeinheiten. Zwischenzeitlich absolvierte er im Jahr 1923 das Command and General Staff College in Fort Leavenworth. Zudem war er als Bataillonskommandeur eingesetzt. In den Jahren 1935 bis 1940 war er Dozent an der Infantry School.
Im April 1941 übernahm Gillem das Kommando über die neu aufgestellte 3. Panzerdivision. Damit war er deren erster Divisionskommandeur. Dieses Kommando behielt er bis Januar 1942. Zu diesem Zeitpunkt waren die Vereinigten Staaten aktiv am Geschehen des Zweiten Weltkriegs beteiligt. Gillem erhielt als Nächstes das Kommando über das 2. US-Panzerkorps aus dem später die XVIII. Luftlande-Corps hervorging. Es folgte einige kurzzeitige Stellen als kommandierender General beim Desert Training Center, bei der Armored Force und beim Armored Command.
Vom 2. Dezember 1943 bis zum August 1945 kommandierte Gillem das XIII. Corps, das ab 1944 der 9. Armee unterstellt war. Gillem wurde mit seiner Einheit auf dem europäischen Kriegsschauplatz eingesetzt und drang zusammen mit anderen Einheiten bis weit nach Deutschland vor. Später war er als Kommandeur einer Task Force zur Eroberung der japanischen Hauptinseln vorgesehen. Dazu kam es wegen der zuvor erfolgten japanischen Kapitulation aber nicht mehr. Vom 29. August 1945 bis zum 1. März 1946 kommandierte Gillem das VII. Corps. Er gehörte auch einer Kommission an, die über den Umgang mit Militärangehörigen afro-amerikanischer Herkunft beriet. In den Jahren 1946 und 1947 war Gillem in China stationiert, wo er unter anderem in Nanjing ein amerikanisches Hauptquartier befehligte.
Am 19. Juni 1947 übernahm Alvan Gillem das Kommando über die 3. Armee. Diese Armee wurde damals aus Deutschland in die Vereinigten Staaten zurückverlegt, wo sie hauptsächlich mit Ausbildungsaktivitäten befasst war. Gillem behielt sein Kommando bis zum 31. August 1950. Dann wurde John R. Hodge sein Nachfolger und Gillem zog sich in den Ruhestand zurück.
Er verbrachte seinen Ruhestand in Atlanta in Georgia, wo er sich am öffentlichen Leben beteiligte. So war er vier Jahre lang Geschäftsführer der Stiftung National Foundation for the March of Dimes. Er starb am 13. Februar 1973 in Atlanta und wurde auf dem Nationalfriedhof Arlington beigesetzt.

## Orden und Auszeichnungen
Alvan Gillem erhielt im Lauf seiner militärischen Laufbahn unter anderem folgende Auszeichnungen:
- Army Distinguished Service Medal
- Legion of Merit
- Bronze Star Medal
- Mexican Border Service Medal
- World War I Victory Medal
- American Defense Service Medal
- American Campaign Medal
- Asiatic-Pacific Campaign Medal
- World War II Victory Medal
- Army of Occupation Medal
- National Defense Service Medal
- Orden von Oranien-Nassau (Niederlande)